# Zeheba dystactocrossa
Zeheba dystactocrossa là một loài bướm đêm trong họ Geometridae.